# 4 (film)
4 è un film del 2004 diretto da Ilja Chržanovskij.

## Distribuzione
Il film è stato presentato alla 61ª Mostra internazionale d'arte cinematografica di Venezia, nel 2004, nella sezione Venice Days.